# 嘛呢堆
嘛呢堆（藏語：མ་ཎིའི་རྡོ་ཕུང，威利转写：ma ni'i rdo phung），也称为玛尼堆，在藏語中称“朵帮”，意思是垒起来的石头。藏民自古信仰“万物有灵”，认为日月星辰、山川草木、飞禽鸟兽等一切万物皆具灵魂，石头同样是具有生命力的，并将真言、经文刻于石头上，进行功德活动。玛尼堆便是以刻有经文咒语、吉祥符号、神灵造像等内容的石头（又称嘛呢石或玛尼石）为主体，组合风马旗、轉經筒、佛塔等其他景观元素，并且结合宗教礼仪、传统技术、风俗习惯、历史神话传说等内容堆彻而成的人垒石堆。
玛尼堆大量分布于中国西南地区，在西藏十分常见，是藏文化的一部分，当地居民以垒石堆的方式祈福。有的玛尼堆的石头会被雕刻纹样或粉刷色彩；有的则会被定期维护，增添新石并修缮维护；有的体积较大的玛尼堆会被修建底座或围栏，以保证其稳定性。亦有将一对巨大的牦牛角供奉于玛尼堆，角上刻有经咒，上面还系有各色哈达。

## 中国各地的玛尼堆

### 中国西南地区
在康巴文化圈（康定以西、昌都以东、理塘以北）内的玛尼堆的颜色表现最为突出，通过构筑色相、冷暖色的对比，带给观者以层次感与冲击感。东巴文化圈（德钦以西、中甸以北、巴塘以南）的玛尼堆上则刻有东巴文，载有人们过往生活的经历，体现着人们对东巴文化的再造与传承。盐井文化圈（芒康县）内的玛尼堆继承了当地盐田的形态要素，形状多呈方形，以石头的原色红褐色为主色调，部分石头偶尔以白色修饰，观似盐井盐田中析出的盐粒。
而青海省玉树藏族自治州玉树县新寨村中的结古寺里的嘉那嘛呢堆就是藏族文化的一大奇观、也是世界最大的玛尼堆。该玛尼堆时经300多年，至2006年亦以每年30万块的速度扩大，成为东西长283米、南北宽74米、高3.4米的石经奇观城。

### 中国北部地区
在蒙古藏族地区的山口路边，常可看到石块堆砌而成的圆锥形石堆，有的可高达二三尺以上，有时石堆也有经咒、佛像，信徒们路过时，都要随手往上添加石块，或石块上也有刻画著佛像、经咒，最常见的是六字大明咒。 在中国蒙古地区，这类石块蒙语称为鄂博或敖包，本来是旗界、牧场、畜点、营地的分界标志。由于藏密传入的影响，所以蒙古地区这种大石堆也很多。在没有石块的广大草原上，牧民们往往用枯树堆成一个大鄂博。

## 文保工作
2019年11月1日，青海政府率先设立法律法规颁布《玉树藏族自治州石刻文化保护管理条例》， 保护嘛呢石刻等石刻实物。

## 文创相关
天津大学智能与计算学部的藏族玛尼堆研究团队自2016年起对藏东地区的玛尼堆景观文化进行了田野考察，并以数字技术对玛尼堆文化进行数字化保护与传承，并于2016年-2019年期间创作了《永恒的玛尼石》、《格萨尔王的传唱》、《朵多》和《永恒的印记》等四部以玛尼堆景观文化为主要内容的数字动画短片，利用数字动画还原真实的玛尼堆景观文化。